# João V, Duque da Bretanha
João V, o Conquistador KG (em Bretão Yann V, em francês Jean V; 1339 - 1 de novembro de 1399), foi Duque da Bretanha e Conde de Montfort, desde 1345 até à sua morte. Foi o instituidor da Ordem do Arminho.

## Biografia
Foi filho de João de Montfort e de Joana da Flandres.
Seu pai reclamara o título de duque de Bretanha com o nome de João IV da Bretanha, no entanto segundo a nobiliária francesa nunca chegou a ocupar este título e por esse facto a historiografia francesa e bretã não o consideram na numeração titular atribuída ao ducado. A historiografia inglesa no entanto, considera-o como titular e por esse facto atribui-lhe a respectiva numeração de ordem sucessória, reconhecendo-o assim como João I.
O problema da reclamação dos directos de João de Montfort sobre o ducado esta na base primeiro grande conflito da Guerra dos cem anos.
O pai de João V da Bretanha, João de Montfort, por sua vez, filho de Artur II da Bretanha, e meio irmão de João III da Bretanha, é quem não o aceita como herdeiro dando preferência à sua sobrinha, Joana de Penthièvre, e ao marido desta, Carlos de Blois.
A Casa de Blois tinha o apoio do rei de França, Filipe VI de França, Montfort, por seu lado tinha o apoio do rei de Inglaterra, Eduardo III de Inglaterra através do seu maior comandante, Sir John Chandos.
Durante toda esta contenda João de Montfort morre sem legar o título, facto que vem contribuir para o manter das esperanças por parte dos apoiantes de João V da Bretanha, na altura ainda com apenas cinco anos. A resistência era dirigida por sua mãe em nome do filho.
Quando tinha 25 anos obteve uma vitória na Batalha de Auray em que derrotou o condestável de França, Bertrand du Guesclin, morrendo neste combate também Carlos de Blois, sem herdeiros do seu matrimónio com Joana de Penthièvre.
Estes factos levaram a que a guerra perdesse grande parte do seu sentido dado o facto de João V da Bretanha, ser o único descendente de Artur II da Bretanha.
Assim, converteu-se no duque de Bretanha com o Nome de João V da Bretanha para os ingleses e com o nome de João IV para os franceses.
Tendo conseguido conquistar o ducado com a ajuda dos ingleses e encontrando-se casado com Maria Plantagenet, filha de Eduardo III de Inglaterra, João de Bretanha foi obrigado a pôr nobres ingleses em posições de poder no seu ducado.
Especialmente perigosa para França foi a presença inglesa na cidade portuária de Brest, que dava entrada à península e que era um importante porto estratégico.
Apesar de tudo isto o duque reconhece como rei Carlos V de França e rende-lhe vassalagem.
A pesar deste acto de grande sentido político o rei francês não confiou completamente no duque que chegou a ter de se exilar em Inglaterra. Bertrand du Guesclin, que perdera o ducado para a Casa de Blois, tentou anexar os territórios ao reino de França, no entanto o duque estabeleceu uma reconciliação com Carlos VI de França, sucessor de Carlos V de França.
João V da Bretanha casou-se por três vezes, a saber:
- Maria de Waltham (1344–1362), filha de Eduardo III de Inglaterra e de Filipa de Hainault,
- Joana Holland (1350–1384), filha de Tomás Holland,
- Joana de Navarra (1370–1437), filha de Carlos II de Navarra e que fui a unica de quem teve filhos e que foram:

1. Jeanne de Brittany (1387-1388),
2. Isabel de Bretanha (outubro de 1388 — dezembro de 1388),
3. João da Bretanha (1389–1442), futuro João VI da Bretanha,
4. Maria da Bretanha (1391–1446), Senhora de La Guerche, duquesa de Alençon, casada com João I de Valois,
5. Margarita da Bretanha (1392–1428), Senhora de Guillac, Viscondessa de Rohan, casada com Alan IX,
6. Artur da Bretanha (1393–1458), futuro Artur III de Bretanha,
7. Gilles da Bretanha (1394–1412), Senhor de Chantocé e de Ingrande,
8. Ricardo da Bretanha (1395–1438), Conde de Benon, Étampes e de Mantes, casado com Margarida de Orleães, filha de Luís de Valois,
9. Branca da Bretanha (1397– depois de 1419), condessa de Armagnac, casada com João IV.